# ملی‌گرایی افراطی
ملی‌گرایی افراطی (انگلیسی: Ultranationalism) یک شکل افراطی از ملی‌گرایی است که در آن یک کشور هژمونی مضر، برترپنداری یا سایر اشکال  کنترل را بر سایر ملت‌ها (معمولاً از طریق اجبار خشونت‌آمیز) برای منظور حفظ منافع ملی خاص خود دنبال می‌کند. نهادهای ملی‌گرایی افراطی حتی در زمان صلح با خشونت سیاسی همراه بوده‌اند.